# イングバル・ヨンソン
イングバル・ヨンソン（Ingvar Jónsson 、1989年10月18日 - ）は、アイスランド・ケプラヴィーク出身のプロサッカー選手。アイスランド代表。ポジションは、ゴールキーパー。

## 来歴
ニャールズヴィークを経て、ストヤルナンに移籍した。2014年はシーズン無敗でのウルヴァルステイルト初優勝に貢献し、アイスランド代表にも選出された。ストヤルナンはUEFAヨーロッパリーグ 2014-15でもバンガー・シティ、マザーウェル、レフ・ポズナンを破り、プレーオフに進出した。プレーオフでインテルナツィオナーレ・ミラノに敗れたが、イングバルは全試合に出場した。同年、ウルヴァルステイルト・カルラの年間最優秀選手に選ばれた。
2015シーズン前にIKスタルトに移籍したが、正GK争いに敗れて出場機会を得られず、同年夏にサンドネス・ウルフに期限付き移籍した。
2016年1月、サンデフィヨルド・フォトバルに3年契約で移籍した。
2018年、ヴィボーFFに移籍した。
2020年1月18日、ヴィキングル・レイキャヴィークに3年契約で移籍した。

## 代表歴
2014年11月12日のベルギー戦でハーフタイムにオグムンドゥル・クリスティンソンと交代し代表デビュー。
UEFA EURO 2016のメンバーにも選ばれている。

## タイトル
ストヤルナン
- ウルヴァルステイルト (1): 2014